# Richard Gibbs
Pour les articles homonymes, voir Gibbs.
Richard Gibbs (né en 1955 à Bay Village, dans l'Ohio) est un compositeur américain de musiques de films.

## Filmographie
- 1988 : Sweet Hearts Dance
- 1989 : Un monde pour nous (Say Anything...)
- 1989 : Un silence coupable (A Deadly Silence) (TV)
- 1990 : A Killing in a Small Town (TV)
- 1990 : How to Murder a Millionaire (TV)
- 1990 : Galacticop (A Gnome Named Gnorm)
- 1991 : Bingo
- 1991 : Wedlock
- 1992 : Once Upon a Crime...
- 1992 : Ladybugs
- 1992 : Un faire-part à part (Passed Away)
- 1992 : The Gun in Betty Lou's Handbag, de Allan Moyle
- 1993 : Amos et Andrew (Amos & Andrew)
- 1993 : Les Requins de la finance (Barbarians at the Gate) (TV)
- 1993 : L'Apprenti fermier (Son in Law)
- 1993 : Fatal Instinct
- 1994 : Blind Justice
- 1994 : Dangerous Indiscretion
- 1994 : À toute allure (The Chase)
- 1994 : Clifford
- 1995 : Two Guys Talkin' About Girls (vidéo)
- 1995 : The Christmas Box (TV)
- 1996 : Président junior (First Kid)
- 1997 : Le Nouvel Espion aux pattes de velours (That Darn Cat)
- 1998 : Sale boulot
- 1998 : Dr. Dolittle (Doctor Dolittle)
- 1998 : Le 'Cygne' du destin (Music from Another Room)
- 1999 : The Book of Stars
- 1999 : Dix Bonnes Raisons de te larguer (Ten Things I Hate About You)
- 1999 : The Jesse Ventura Story (TV)
- 2000 : 28 jours en sursis (28 Days)
- 2000 : Big Mama (Big Momma's House)
- 2002 : La Reine des damnés (Queen of the Damned)
- 2002 : Magic Baskets (Like Mike)
- 2002 : Espion et demi (I Spy)
- 2003 : Les 101 Dalmatiens 2 : Sur la trace des héros (vidéo)
- 2003 : Step Into Liquid
- 2003 : When Zachary Beaver Came to Town
- 2003 : Battlestar Galactica (feuilleton TV)
- 2003 : Love Don't Cost a Thing
- 2004 : Papas chéris (en) (My Baby's Daddy)
- 2004 : Barbershop 2: Back in Business
- 2004 : Les Vacances de la famille Johnson (Johnson Family Vacation)
- 2004 : Fat Albert
- 2005 : Tracey Ullman: Live and Exposed (TV)
- 2005 : The Honeymooners
- 2006 : John Tucker Must Die
- 2008 : Cleaner de Renny Harlin
- 2009 : Fired Up
- 2016 : Babysitting Night (Adventures in Babysitting) (TV)